# Amata persica
Amata persica là một loài bướm đêm thuộc phân họ Arctiinae, họ Erebidae.